# Коефіцієнт використання теплових нейтронів
Коефіцієнт використання теплових нейтронів θ — параметр ланцюгової ядерної реакції, що показує, яка частка теплових нейтронів поглинається ядерним пальним.

## Гомогенний реактор
Сповільнювач і ядерне паливо в гомогенній активній зоні опромінюються потоками теплових нейтронів однакової щільності φ. Якщо прийняти, що гомогенна суміш складається зі сповільнювача і ядерного палива (урану), то вплив на коефіцієнт використання теплових нейтронів θ таких параметрів як розбавлення урану сповільнювачем, збагачення урану і температура нейтронів буде таким: Кількість теплових нейтронів, поглинених за 1 с в одиниці об'єму гомогенної суміші:
Σaφ=(ΣЗa+ΣUa)φ, де
φ — нейтронний потік
Σa — макроскопічний переріз поглинання суміші;
ΣЗa — макроскопічний переріз поглинання сповільнювача;
ΣUa — макроскопічний переріз поглинання урану.
Таким чином, коефіцієнт θ дорівнює частці теплових нейтронів, поглинених в урані:
θ=ΣUaφ/Σaφ=ΣUa/(ΣUa+ΣЗa).
Якщо замінити макроскопічні перерізи мікроскопічними за формулою Σi=Nσi, отримаємо останній вираз у вигляді
{\displaystyle \theta ={\frac {1}{1+N_{3}\sigma _{a}^{3}/N_{U}\sigma _{a}^{U}}}}
З аналізу формули випливає три висновки:
1. коефіцієнт θ гомогенної суміші не залежить від швидкості нейтронів v, а значить, і від температури нейтронів Tn, якщо переріз поглинання σa всіх компонентів суміші підкоряється закону 1/v;
2. зі збільшенням концентрації урану в суміші коефіцієнт θ прямує до одиниці. Навпаки, розбавлення урану сповільнювачем веде до зменшення коефіцієнта θ
3. з підвищенням збагачення урану зростають переріз поглинання σUa і коефіцієнт θ.

## Гетерогенний реактор
Гетерогенна активна зона, на відміну від гомогенної, неоднорідна для теплових нейтронів, оскільки перерізу поглинання сповільнювача і матеріалу ТВЕЛу дуже відрізняються. Розглянемо зміну величини θ при переході від гомогенної системи до гетерогенної на прикладі циліндричної комірки, що складається з уранового стрижня і сповільнювача.
Швидкі нейтрони втрачають свою енергію у сповільнювачі, оскільки урановий стрижень складається тільки з важких атомів. Отже, сповільнювач є джерелом теплових нейтронів. Зі сповільнювача теплові нейтрони перетікають в урановий стрижень. Величина потоку нейтронів φ зменшується від межі комірки до її центру.
Поглинання теплових нейтронів у гетерогенному реакторі ядрами сповільнювача більше, ніж у гомогенному. Тому при однаковому складі активної зони коефіцієнт θгет гетерогенного реактора менший, ніж коефіцієнт θгом гомогенного реактора. Перехід від гомогенної системи до гетерогенної погіршує використання теплових нейтронів у ланцюговій реакції. Наприклад, у квадратній уран-графітовій решітці з кроком a=30 см і стрижнем з природного урану діаметром d=3 см відношення кількості атомів NC / NU=215, а коефіцієнт θгет=0,885. У гомогенній суміші з таким співвідношенням ядер Вуглецю і природного Урану значення θгом=0,915. В даному випадку ефективність використання теплових нейтронів при переході до гетерогенної системи знижується приблизно на 3 %.